# Emilie Pecháčková

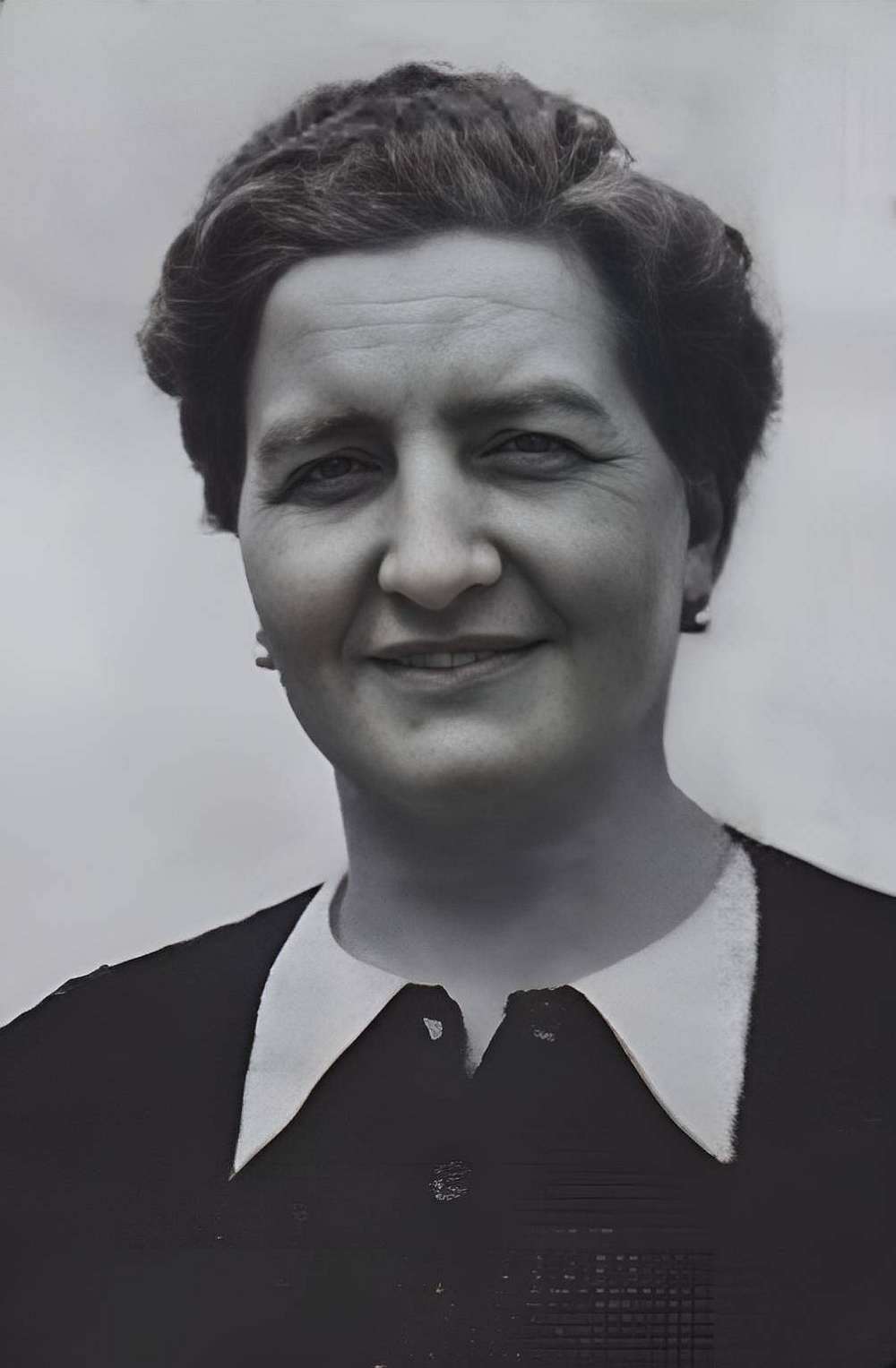
Emilie Pecháčková ve zralém věku

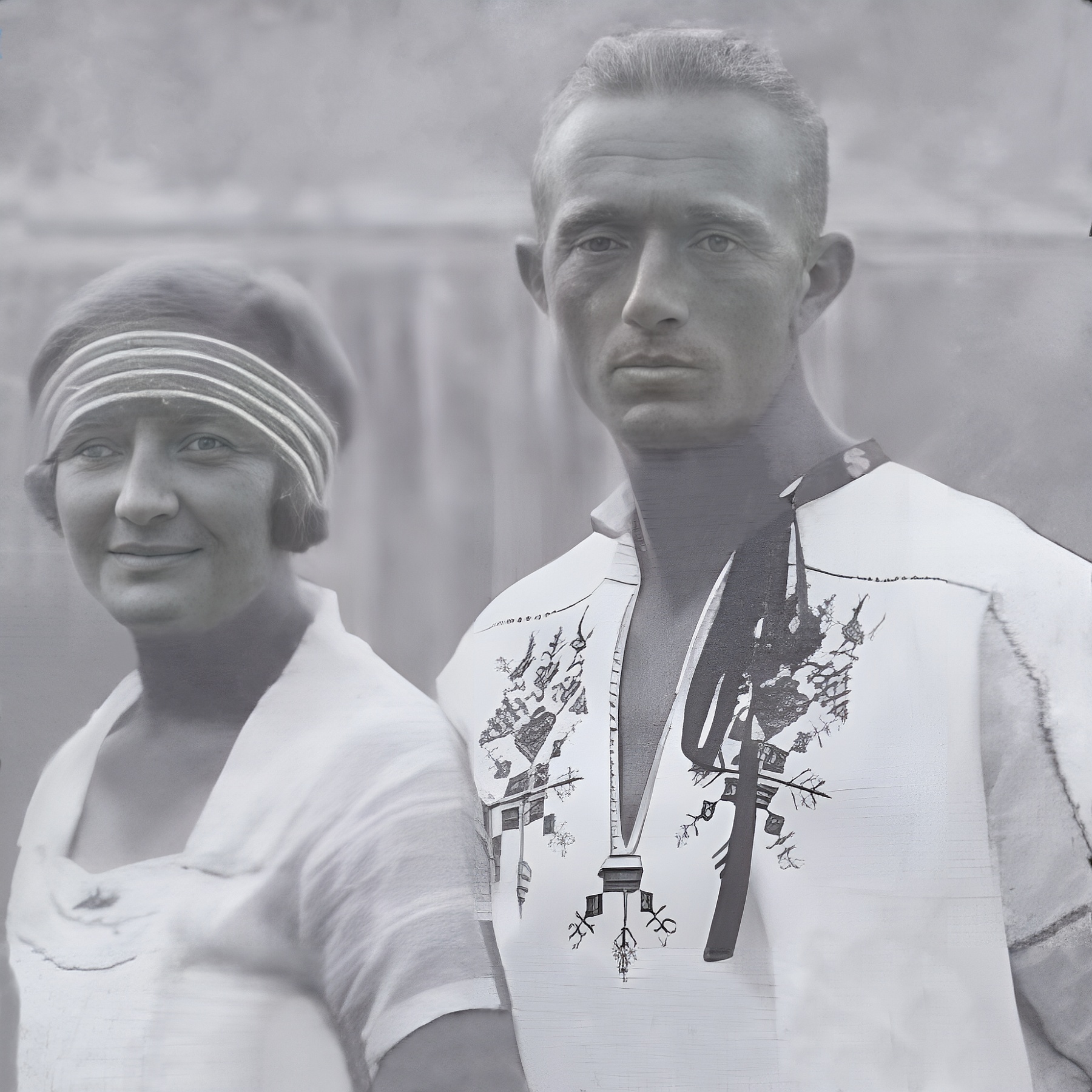
Manželé Pecháčkovi ve cvičebním sokolském úboru

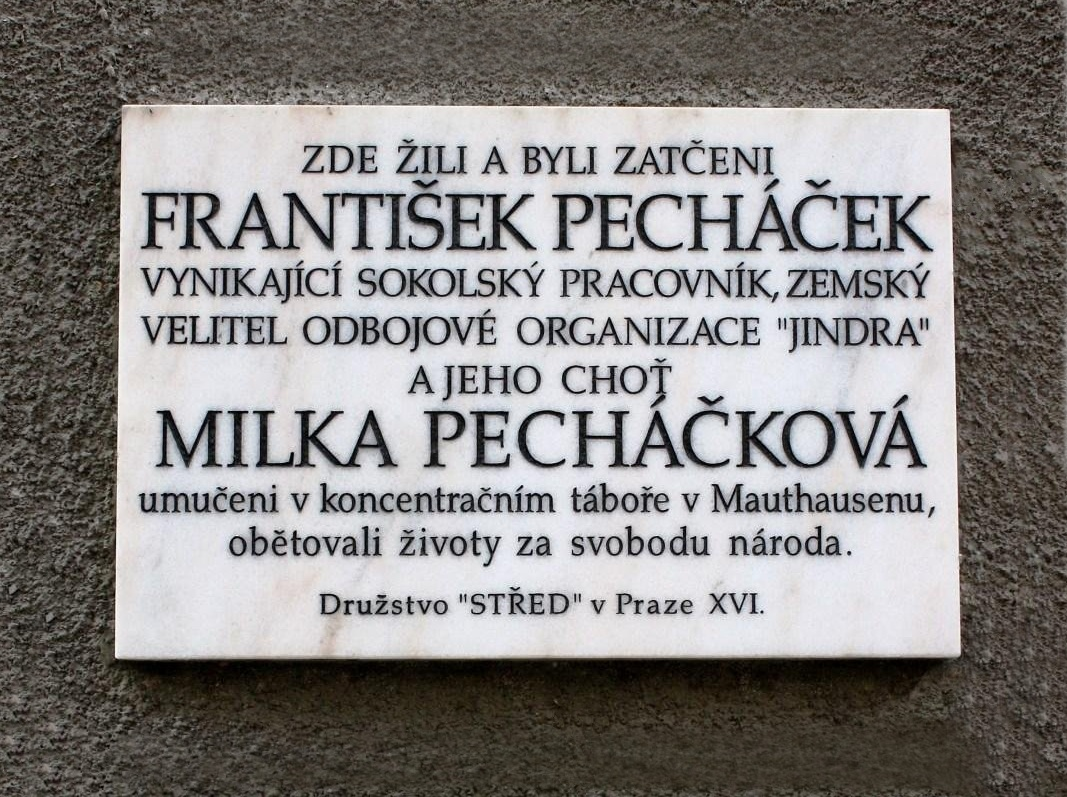
Pamětní deska na vnější fasádě domu číslo popisné 1810 v ulici Jindřicha Plachty na pražském Smíchově

Emilie Pecháčková, rozená Putíková, (provdaná Reimannová), přezdívaná „Milka“ (21. prosince 1893 Karlín – 26. ledna 1943 koncentrační tábor Mauthausen) byla manželkou Františka Pecháčka. Za protektorátu se oba manželé zapojili do domácího sokolského protiněmeckého odboje.

## Život

### Rodiče a první manžel
Emilie Putíková se narodila 21. prosince 1893 v Karlíně u Prahy. Jejím otcem byl krejčí Jan Putík, její matkou byla Marie Putíková, rozená Kasalická. Křest novorozeného děvčátka (dostala jména Emilie Barbora) se konal 2. ledna 1894 a za kmotru jí šla Marie Svobodová, manželka hostinského ze Žižkova. Emilie Putíková se asi v roce 1914 provdala za Emila Reimanna. Syn Rudolf Reiman se novomanželům Reimannovým narodil v listopadu 1914. První manželství Emilie Reimannové s Emilem Reimannem bylo rozloučeno (rozvedeno) v roce 1926.

### Druhý manžel
Dlouholetá členka a náčelnice tělocvičné jednoty karlínského Sokola Emilie Reimannová poznala svého budoucího muže právě v řadách členů tamní sokolské organizace. Dne 28. srpna 1926 se jejím druhým manželem stal sokolský závodník, cvičitel, rozhodčí a správce Tyršova domu František Pecháček. František Pecháček se stal členem tělocvičné jednoty karlínského Sokola v první polovině 20. let 20. století a v době sňatku byl ještě příslušníkem prvorepublikové československé armády v hodnosti štábního rotmistra. Dne 31. května 1928 se František Pecháček definitivně rozhodl z armády odejít a věnovat se nadále povolání učitele tělesné výchovy při cvičitelských školách Československé obce sokolské (ČOS).

### Odboj
Po vyhlášení protektorátu se František Pecháček zapojil do domácího protiněmeckého odboje v řadách sokolské ilegální organizace (později organizace Jindra) a byl jejím zemským velitelem pro oblast Čechy. V bytě u Pecháčků (v prvním patře činžovního domu) v Praze na Smíchově se konaly konspirační schůzky odbojářů, které zprostředkovávaly kontakty mezi jednotlivými částmi sokolské organizace Jindra. V polovině února 1942 se tam uskutečnila prověřovací zkouška Jana Kubiše (po jeho příchodu do Prahy). Této schůzky byl přítomen i zakladatel a vedoucí ilegální organizace Jindra Ladislav Vaněk (konfident gestapa a pozdější spolupracovník StB s krycím jménem Horský).
Po atentátu na Heydricha (27. května 1942 v Praze-Libni), následné zradě Karla Čurdy (16. června 1942) a po rozhodujícím boji parašutistů v pravoslavném chrámu svatého Cyrila a Metoděje na Novém Městě pražském (18. června 1942) rozpoutalo gestapo vlnu zatýkání. V době nastupující vlny represí německých bezpečnostních složek se manželé Pecháčkovi rozhodli 1. července 1942 opustit Prahu a uchýlit se do Zlámanin u Nové Paky, aby se tam ukryli u rodiny Františkova bratra Jana Pecháčka. Dalším důvodem odchodu z Prahy byl i zdravotní stav Františka, který se na novopacku hodlal zotavit po prodělané operaci žaludečních vředů, kterou podstoupil v pražské Vinohradské nemocnici. Ale ani v regionu Nové Paky (na nedaleké zřícenině hradu Kumburk) nejspíše neupustil od organizování konspiračních schůzek s místními členy sokolského odboje.

### Zatčení
Anonymní udavač vypozoroval, že ve zlámaninském domku Pecháčkových bydlí navíc dvě nehlášené osoby a tuto skutečnost neprodleně sdělil úředníkům na okresním hejtmanství v Nové Pace a odtud se pak (cestou hejtmana) informace dostala i na jičínské gestapo. Ještě téhož dne (tj. 20. července 1942) přijela do Zlámanin tři auta s příslušníky jičínského a pražského gestapa. Celá rodina byla zatčena (František Pecháček, jeho manželka Emilie Pecháčková, bratři Jan Pecháček a Alois Pecháček a synovec Jaroslav). Zatčení byli rozděleni – muži (František Pecháček i se svými dvěma bratry Janem a Aloisem a synovcem Jaroslavem) byli umístěni do vazební věznice jičínského gestapa ve objektu bývalého kláštera v Kartouzích, zatímco Emilie Pecháčková byla vězněna v ženské věznici u krajského soudu v Jičíně. Dne 1. srpna 1942 byli zatčení muži eskortováni do věznic tajné státní policie v Praze na Karlově náměstí či na Pankráci. Emilie ale byla téhož dne (1. srpna 1942) propuštěna po několikadenním věznění v Jičíně na svobodu (nejspíše jako volavka však dále sledována) od čehož si němečtí vyšetřovatelé slibovali zjištění kontaktů na další členy ilegálního sokolského odboje.

### Druhé zatčení, věznění, výslechy, ...
Emilie se po propuštění marně snažila u svých přátel získat pomoc a podporu pro svého manžela Františka. Současně se pokusila varovat některé zatčením ohrožené členy sokolského odboje. Po setkání s Ladislavem Vaňkem byla podruhé zatčena 8. října 1942 na příkaz komisaře gestapa SS–Hauptsturmführera Heinze Jantura (Hanse Jantura). Po absolvování série zostřených výslechů (spojených s mučením německými vyšetřovateli) a věznění v pankrácké věznici byla 20. listopadu 1942 internována do policejní věznice gestapa v Malé pevnosti Terezín. Stanným soudem byla v nepřítomnosti 8. ledna 1943 (ve stejný den jako její manžel a další jeho spolupracovníci, odbojáři a přátelé) odsouzena k trestu smrti. Dne 15. ledna 1943 byla Emilie odvezena (spolu s třiceti dalšími československými vlastenci, spolupracovníky či příbuznými československých parašutistů z první vlny výsadků z Velké Británie) do koncentračního tábora Mauthausen. Muži (včetně blízkých spolupracovníků Františka Pecháčka: Františka Hejla a Antonína Oktábce) z tohoto transportu zde byli 26. ledna 1943 zastřeleni ranou do týla, Emilie a ostatní ženy z tohoto transportu byly usmrceny v plynových komorách. (Emilie byla zavražděna 26. ledna 1943 v 16.15 hodin.)
František Pecháček byl ještě v lednu 1943 nucen vypovídat u Lidového soudního dvora v Berlíně v procesu se starostou Československé obce sokolské (ČOS) Janem Václavem Kellerem. František Pecháček byl zavražděn za poněkud nevyjasněných okolností v koncentračním táboře Mauthausen až 3. února 1944.

## Připomínky
- Dne 8. května 1960 (v rámci připomínky osobnosti Františka Pecháčka) v Nové Pace byla na fasádě místní sokolovny odhalena pamětní deska manželům Františku a Emílii Pecháčkovým.[2] Po nějaké době aly byla tato pamětní deska sejmuta a v současnosti se nachází ve vestibulu místní sokolovny.[2]
- Pamětní deska na vnější fasádě domu číslo popisné 1810 v ulici Jindřicha Plachty na pražském Smíchově připomíná Františka Pecháčka a jeho manželku Emilii Pecháčkovou. Na desce je nápis: ZDE ŽILI A BYLI ZATČENI / FRANTIŠEK PECHÁČEK, / VYNIKAJÍCÍ SOKOLSKÝ PRACOVNÍK, / ZEMSKÝ VELITEL ODBOJOVÉ ORGANIZACE "JINDRA" / A JEHO CHOŤ / MILKA PECHÁČKOVÁ / umučeni v koncentračním táboře v Mauthausenu, / obětovali životy za svobodu národa / Družstvo "STŘED" v Praze.[6]
- Jméno Františka Pecháčka a Emilie Pecháčkové je uvedeno i mezi jmény na pomníku věnovaném obětem 1. a 2. světové války, který je umístěn v Nové Pace, mezi ulicemi Ruská' a U Stadionu v Jírovo sadech. Autorkou pomníku je K. Vobišová. Na pomníku je nápis: OBĚTI DRUHÉHO ODBOJE 1938 - 1945 / .... / UMUČENÍ A ZEMŘELÍ: / ... / FRANT. PECHÁČEK, / .... / EM. PECHÁČKOVÁ ... /[7][8]

## Galerie

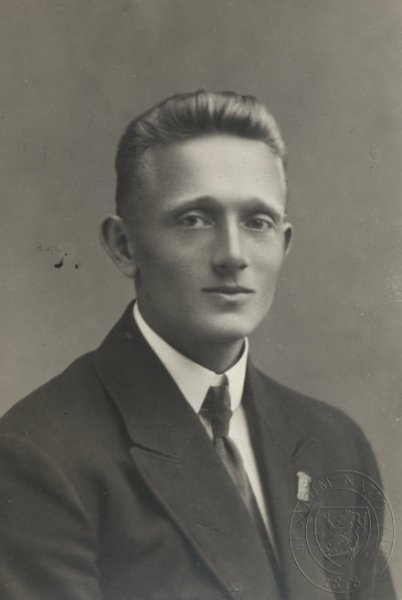
František Pecháček
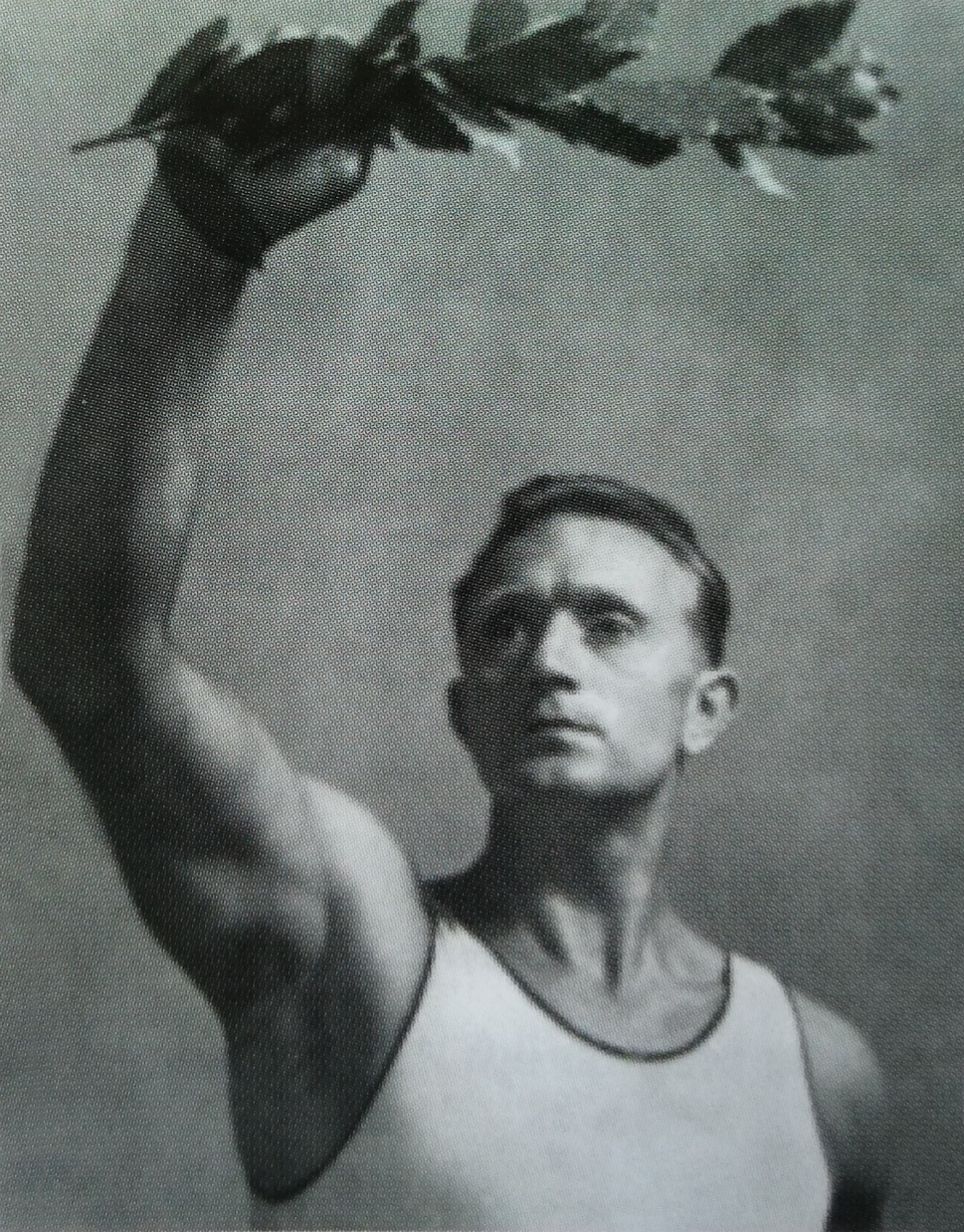
František Pecháček ve 20. letech 20. století jako umělecký model pro „sokolského borce“
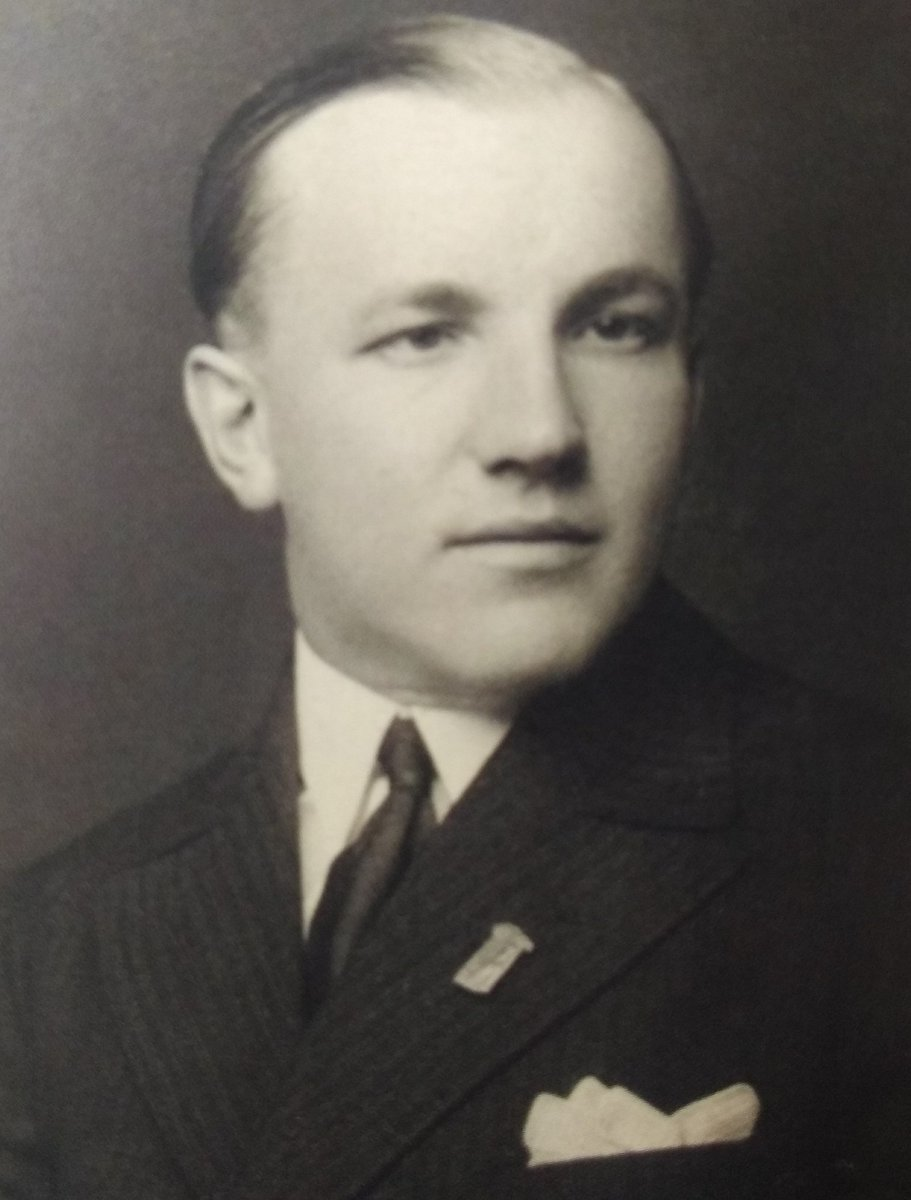
Antonín Oktábec
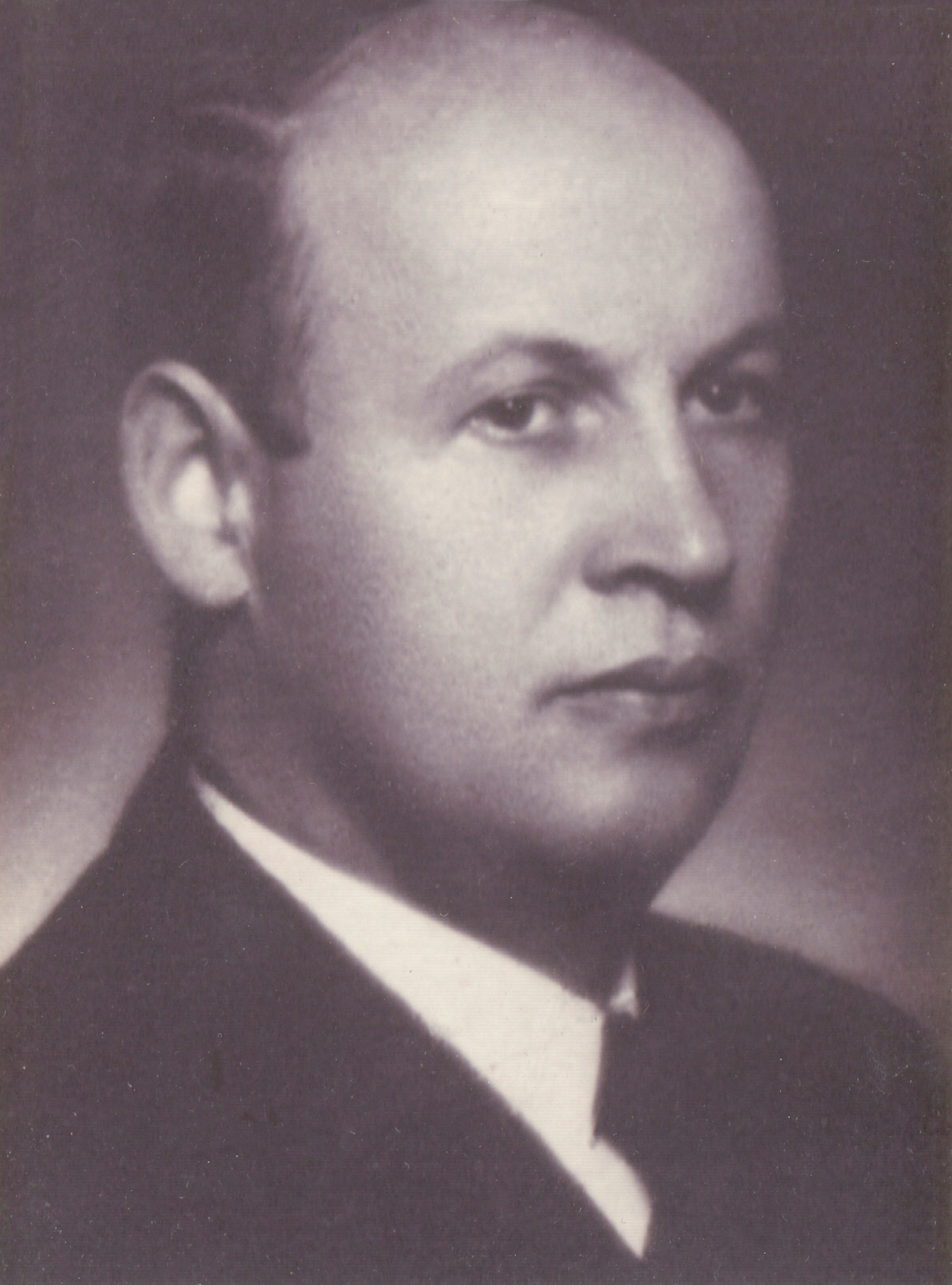
František Hejl